# George Avery
George Gordon Avery, född 11 februari 1925 i Moree i New South Wales, död 22 september 2006 i Woonona i New South Wales, var en australisk friidrottare.
Avery blev olympisk silvermedaljör i tresteg vid sommarspelen 1948 i London.